# Bettembos
Bettembos (picardisch: Bétimbo) ist eine nordfranzösische Gemeinde mit 96 Einwohnern (Stand 1. Januar 2022) im Département Somme in der Region Hauts-de-France. Die Gemeinde liegt im Arrondissement Amiens, ist Teil der Communauté de communes Somme Sud-Ouest und gehört zum Kanton Poix-de-Picardie.

## Toponymie und Geographie
Die Gemeinde, deren Name sich von dem germanischen Personennamen Betto und dem Suffix -bosc (Wald des Betto) ableitet, liegt rund zehn Kilometer westnordwestlich von Poix-de-Picardie an der Départementsstraße D36. Das Gemeindegebiet erstreckt sich im Norden über die Autoroute A29 hinaus. Es wird im Süden von der Départementsstraße D92 von Caulières nach Offignies begrenzt. Im Norden angrenzend liegt die ausgedehnte Gemeinde Hornoy-le-Bourg.

## Geschichte
Römische und gallo-römische Funde deuten auf eine frühe Besiedelung hin.

## Einwohner
| 1962 | 1968 | 1975 | 1982 | 1990 | 1999 | 2006 | 2011 |
| ---- | ---- | ---- | ---- | ---- | ---- | ---- | ---- |
| 111  | 97   | 86   | 89   | 88   | 98   | 98   | 96   |

## Verwaltung
Bürgermeister (maire) ist seit 2001 Jackie Guilbert.

## Sehenswürdigkeiten
- Kirche Notre-Dame et Saint-Aubin